# Rosario Central
Club Atlético Rosario Central, zkráceně CA Rosario Central či jen Rosario Central, je argentinský fotbalový klub se sídlem ve městě Rosario. Rosario Central vyhrál 4 tituly v argentinské lize. Hraje na stadiónu Estadio Gigante de Arroyito.

## Významní hráči
- César Luis Menotti (1960–1963)
- Mario Kempes (1973–1976)

## Úspěchy

### Domácí
- Primera División (4): 1971 Nacional, 1973 Nacional, 1980 Nacional, 1986–87

### Mezinárodní
- Copa CONMEBOL (1): 1995